# Душан Гавран
Душан Гавран (Будељ Горњи, код Санице, 1922 — Сански Мост, 16. децембар 1942) био је учесник Народноослободилачке борбе и народни херој Југославије.

## Биографија
Рођен је 1922. године у селу Горњи Будељ, код Санице. Основну школу завршио је у Мијачици. Због слабог имовног стања породице, већ од четрнаесте године радио је физичке послове. У пролеће 1938. године, уписао се у Школу пешадијских подофицира у Београду. Пред капитулацију Југославије 1941, био је распоређен као подофицир у пешадијски пук у Нишу.
Када су силе Осовине окупирале Југославију, Душанова чета је била заробљена на граници према Бугарској, на Старој планини, али је успео да побегне. У Лесковцу су га поново ухватили немачки фашисти и притворили, али је успео да побегне у родни крај. Душан се тамо укључио у политички рад.
У Народноослободилачки покрет ступио је 28. јула 1941. године. Истакао се већ у првим борбама у Босанској крајини, те у рушењу пруге Сански Мост—Саница Доња—Бравско—Срнетица. Децембра 1941, примљен је у Савез комунистичке омладине Југославије, а априла 1942. у Комунистичку партију Југославије.
Приликом напада на непријатељски гарнизон у Пријепољу, 16. маја 1942. године, јуришао је на мост, порушио је жичане препреке и спасао батаљон од опкољавања. За то је добио похвалу од Оперативног штаба за Босанску крајину. У селу Завољу, код Тољагића, где се био утврдио вод домобрана из Шантекове Треће бојне Десете пешадијске пуковније, Душан се провукао у круг непријатељске јединице, брзо испуцао рафал из митраљеза, бацио неколико ручних бомби на непријатељске војнике и узроковао помутњу у табору.
Учествовао је и у диверзијама на рушењу и прекидању телефонских веза. Почетком октобра 1941. године, Душан је предводио групу бомбаша и поставио заседу на простору између станице Грмеч и Ланишта. Након доласка воза пуног непријатељских војника, бомбаши су непријатељу нанели знатне жртве, а плотунском паљбом из митраљеза и пушака дотукли остатке. Око 200 домобрана било је приморано да изађу из воза и да побегну. Док је Душан био водник вода у Другој саничкој чети, којом је командовао Раде Бркић, такође народни херој, у борби између Горње и Доње Санице, за сат борбе Душанов вод је убио 20 и заробио 27 усташа и домобрана. Тада је заплењено много оружја и другог ратног материјала.
Када је формирана нова Омладинска чета, августа 1942. године, Душан је био постављен на дужност заменика командира чете. Поред тога што је био војни старешина и командир партизанске чете, истовремено је руководио батаљонским комитетом СКОЈ-а и био члан батаљонског комитета КПЈ. Био је делегат на Првој обласној конференцији СКОЈ-а за Босанску крајину, одржаној 10. новембра 1942. године, у основној школи села Буковаче код Босанског Петровца.
Половином децембра 1942. године, у саставу Првог батаљона Првог крајишког партизанског одреда, учествовала је и Прва чета, у којој је Душан Гавран тада био командир чете. Чета је прве ноћи на јуриш заузела непријатељске ровове испред града, али под великим притиском непријатеља, морала је да одступи. Напад је поновљен, али без успеха. Душан је пошао да извиди непријатељску ватру, али је пред стројем, у пратњи четног курира, био убијен непријатељским рафалом.
Указом председника Федеративне Народне Републике Југославије Јосипа Броза Тита, 27. новембра 1953. године, проглашен је за народног хероја.